# Hidróxido de torio
El hidróxido de torio (IV) es un compuesto inorgánico con la fórmula química Th(OH)4.

## Producción
El hidróxido de torio se puede producir haciendo reaccionar hidróxido de sodio y sales solubles de torio.

## Reacciones
El hidróxido de torio (IV) de nueva creación es soluble en ácido, pero su solubilidad disminuye con el tiempo.
El hidróxido de torio se descompone a altas temperaturas y produce dióxido de torio:
Th(OH)4 → ThO2 + 2 H2O
A alta presión, el hidróxido de torio (IV) reacciona con el dióxido de carbono y produce carbonato de torio hemihidrato.